# Unciola crenatipalma
Unciola crenatipalma is een vlokreeftensoort uit de familie van de Unciolidae. De wetenschappelijke naam van de soort is voor het eerst geldig gepubliceerd in 1862 door Bate.